# السكك الحديدية الوطنية الكندية

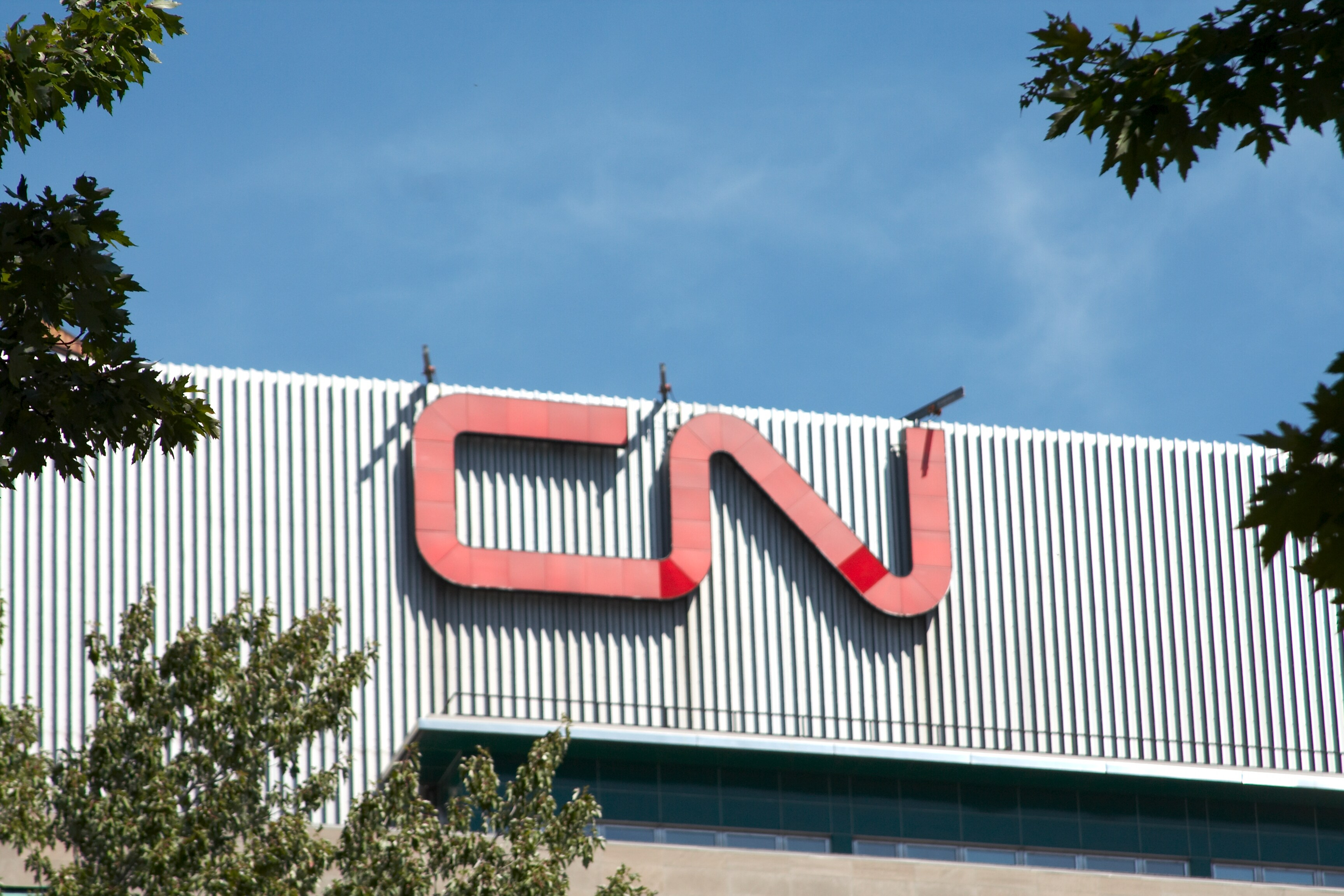

السكك الحديدية الوطنية الكندية (الفرنسية: Canadien National) (اختصارها CN) هي سكة حديد شحن كندي من الدرجة الأولى ومقرها في مونتريال، كيبيك، وتخدم كندا والغرب الأوسط وجنوب الولايات المتحدة.
سي أن هي أكبر خطوط السكك الحديدية في كندا ، من حيث كل من الإيرادات والحجم المادي لشبكة السكك الحديدية ، وتمتد كندا من ساحل المحيط الأطلسي في نوفا سكوشا إلى ساحل المحيط الهادئ في كولومبيا البريطانية عبر حوالي 20400 ميل (32831 كم) من المسار.  في أواخر القرن العشرين ، اكتسبت قدرة كبيرة في الولايات المتحدة من خلال الاستيلاء على خطوط السكك الحديدية مثل إلينوي سنترال.
سي أن هي شركة عامة يعمل بها 24000 موظف،  واعتبارًا من يوليو 2019 بلغت قيمتها السوقية حوالي 90 مليار دولار كندي.  كانت الشركة مملوكة للحكومة ، بعد أن كانت شركة تابعة للتاج الكندي منذ تأسيسها وحتى الخصخصة في عام 1995. اعتبارًا من عام 2019 ، يعد بيل جيتس أكبر مساهم منفرد في أسهم سي أن.
تمت الإشارة إلى السكة الحديدية باسم «السكك الحديدية الوطنية الكندية» (CNR) بين عامي 1919 و 1960.